# Serin bridé
Crithagra whytii
Espèce
Synonymes
- Serinus whytii

Le Serin bridé (Crithagra whytii) est une espèce d'oiseaux d'Afrique tropicale appartenant à la famille des Fringillidae.

## Distribution
Sud de la Tanzanie (monts Udzungwa, Rungwe, Iringa) et Plateau de Nyika dans l’est de la Zambie et au Malawi.

## Taxonomie
Ce taxon est tantôt considéré comme une sous-espèce du serin strié (Crithagra striolata), tantôt comme une espèce distincte. Dowsett & Dowsett-Lemaire (1990) signalent qu’ils ont une bonne expérience de terrain avec cette forme au Malawi et la forme nominale au Rwanda et sont convaincus qu’elles appartiennent à la même espèce sur la base de l’écologie, l’anatomie, le comportement et la voix. Fry & Keith (2004), d’après des différences structurelles (whytii a un bec plus petit, des ailes plus courtes et des pattes plus longues que striolatus), traitent ce taxon comme une espèce propre. Nguembock et al. (2009), dans leurs analyses génétiques, le traitent aussi comme une espèce distincte.

## Habitat
Son habitat recouvre l’association végétale de ronces et de fougères, les lisières de forêts sempervirentes, les broussailles, les formations secondaires et les sous-bois des forêts riveraines (Fry & Keith 2004).

## Alimentation
L’espèce a été observée se nourrissant de framboises Rubus sp. (Fry & Keith 2004).

## Voix
Le cri d’appel est un nasillard zerweeyo similaire à celui du serin strié. Le chant, à débit rapide, contient quelques notes gazouillées mais reste moins mélodieux que celui du serin strié (Fry & Keith 2004).

## Nidification
Des nids ont été découverts mais aucun n’a été décrit. La période de nidification a lieu en mars à Njombe en Tanzanie, en décembre à Nyika en Zambie et en octobre au Malawi (Fry & Keith 2004).